# Akihito futuna
Az Akihito futuna a csontos halak (Osteichthyes) főosztályának a sugarasúszójú halak (Actinopterygii) osztályába, ezen belül a sügéralakúak (Perciformes) rendjébe, a gébfélék (Gobiidae) családjába és a Sicydiinae alcsaládjába tartozó faj.

## Előfordulása
Az Akihito futuna előfordulási területe a Csendes-óceán egyik szigetén van. Ez a gébfaj a Futuna sziget endemikus hala.

## Megjelenése
E halfaj hímje 6, míg a nősténye 2,9 centiméter hosszú. A hátúszóján 7 tüske és 9-10 sugár, míg a farok alatti úszóján 1 tüske és 9-10 sugár ül. A nőstény oldalvonalán 19-20 pikkely ül; a szájában 4-7 háromszög alakú kis fog és 2-4 szemfogszerű fog van. A hím szájában 4-7 kúp alakú fog van; ezek hátrahajolnak és szemfogszerűvé váltak. Mindkét nembéli állatnál e fogak az előállkapcson helyezkednek el. A kis, lekerekített nyelv nincs a szájpadláshoz rögzülve. A hasúszók az ötödik sugaraiknál össze vannak forrva.

## Életmódja
Trópusi halfaj, amely a hegyi, tiszta vizekben él; 147 méteres magasságban is fellelhető. Általában a fenék közelében, a kavicsok között tartózkodik, de a nyílt vizekben is úszik. Habár még nem tanulmányozták a táplálkozását, az eddigi felboncolt halakban vízi rovarok és az Atyidae családbeli rákok voltak.